# Helmut Duckadam
Helmut Duckadam (* 1. April 1959 in Semlac; † 2. Dezember 2024 in Bukarest) war ein rumänischer Fußballtorwart und -funktionär aus der deutschsprachigen Minderheit der Banater Schwaben. In der rumänischen Sportpresse wurde er zeitweise unter dem Namen Ducadam geführt, sein Vorname wird häufig Helmuth geschrieben. In einem Interview erklärte er, dass es sich jedoch um einen Fehler handele.
Mit Steaua Bukarest gewann er neben zwei Landesmeisterschaften und dem rumänischen Pokal auch den Europapokal der Landesmeister von 1986; beim spielentscheidenden Elfmeterschießen im Finale gegen den FC Barcelona hielt er alle vier der Schüsse der Spanier. Im selben Jahr war er auch Rumänischer Fußballer des Jahres. Das Europapokalfinale sollte das letzte Spiel seiner Laufbahn bleiben, denn eine Gefäßerkrankung sollte die Karriere des zweifachen Nationalspieler bereits im Alter von 27 Jahren beenden. Ab 2010 sollte er Steaua für ein Jahrzehnt als Präsident dienen.

## Karriere

### Anfänge
Von Semlacana Semlac, dem Verein aus seinem Heimatort Semlac im Westen Rumäniens, wechselte Duckadam 1974 für zwei Jahre in die Sportschule von Gloria Arad. Nach einem kurzen Intermezzo bei UTA Arad schloss er sich für eine Saison Constructorul Arad an, für die er in der Saison 1977/78 in der Divizia C spielte. 1978 kehrte er zu UTA Arad zurück und debütierte am 17. September 1978 beim Spiel gegen CS Târgoviște in der Divizia A. Am Ende der Saison stand der Abstieg in die Divizia B, in der Duckadam mit UTA für zwei Spielzeiten verblieb. Als dann der Aufstieg gelang, war die Freude nur von kurzer Dauer, denn am Ende der Saison 1981/82 musste UTA als Tabellenvorletzter wieder absteigen. Duckadam hatte in allen Spielen dieser Saison im Tor gestanden und wurde daraufhin von dem Hauptstadtklub Steaua Bukarest verpflichtet. 

### Nationalmannschaft
Nachdem er vier Länderspiele für die U-21-Fußballnationalmannschaft bestritten hatte, kam Duckadam auch zweimal in Freundschaftsspielen für die A-Nationalmannschaft Rumäniens zum Einsatz. Er debütierte im September 1982 in Bukarest bei einem 1:0-Sieg gegen Dänemark. Danach kam er im November des Jahres im Ernst-Thälmann-Stadion von Chemnitz, damals Karl-Marx-Stadt, bei einer 1:4-Niederlage gegen die DDR zu einem weiteren Spiel, wenngleich er gegen die Mannschaft um Hans-Jürgen „Dixie“ Dörner nurmehr in den letzten drei Minuten anstelle von Dumitru Moraru das Tor hütete.

### Held von Sevilla bei Steaua
Für Steaua trat er erstmals zur Rückrunde 1982/83 an. Bei Steaua sollte er alle seine Erfolge feiern. Für beide Klubs bestritt er insgesamt 133 Erstligapartien.
Duckadam wurde berühmt durch sein elftes und letztes Europapokalspiel, das Finale des Europapokals der Landesmeister 1986 in Sevilla, bei welchem Steaua Bukarest als Außenseiter gegen den FC Barcelona antrat. Als die Partie nach 120 Minuten torlos ins Elfmeterschießen ging, konnte er alle vier Elfmeter des Gegners – geschossen von José Ramón Alexanko, Ángel Pedraza, Pichi Alonso und Marcos Alonso Peña – parieren. Steaua gewann das Endspiel 2:0 nach Elfmeterschießen und Duckadam wurde seither „Held von Sevilla“ genannt.

### Erkrankung
Im Sommer 1986 wurde bei Duckadam eine Gefäßerkrankung am rechten Arm diagnostiziert, woraufhin er operiert werden musste. Um diese Operation kursierten damals die wildesten Gerüchte. So meldete die Bild-Zeitung, der Präsidentensohn Nicu Ceaușescu habe dem Torwart beide Arme brechen lassen, um in den Besitz von dessen Mercedes zu gelangen. Diesem Gerücht widersprach Duckadam. Zudem hatte er nie einen angeblich vom spanischen König versprochenen Mercedes erhalten.
Nach der Operation stellte sich heraus, dass es sich um ein Blutgerinnsel in der rechten Unterschlüsselbeinarterie (Arteria subclavia) gehandelt hatte. Anschließend musste Duckadam seine Karriere zunächst beenden.

### Karriereausklang und Neubeginn
Duckadam wurde von Dumitru Stângaciu im Tor von Steaua abgelöst. Nach seiner Genesung arbeitete er für UTA Arad und stand ab 1989 für zwei Spielzeiten nochmals für den damaligen Zweitligisten Vagonul Arad im Tor.

### Nach der Zeit als Spieler
Nachdem er versucht hatte, in seinem Heimatort Semlac eine Fußballschule für Kinder und Jugendliche aufzubauen, arbeitete Duckadam eine Zeit lang als Grenzbeamter in Nădlac. Im Jahre 2004 trat er der PNG-CD bei, in der er sich nebenbei politisch engagierte.
Von August 2010 bis 2020 war Helmut Duckadam Präsident des 1998 privatisierten und ab 2017 als FCSB Bukarest bekannten Steaua Bukarest. Dabei kamen ihm vorrangig repräsentative Aufgaben zu.
2017 wurde er Ehrenbürger von Bukarest. Postum wurde er als Ritter in den nationalen Verdienstorden Stern von Rumänien aufgenommen.
Helmut Duckadam verstarb am 2. Dezember 2024 im Alter von 65 Jahren im Militärkrankenhaus von Bukarest in Folge von Komplikationen nach einer Herzoperation.

## Erfolge
- Europapokal der Landesmeister: 1985/86
- Rumänische Meisterschaft: 1984/85, 1985/86
- Rumänischer Pokal: 1984/85
- Rumänischer Fußballer des Jahres: 1986